# Chiloscyphus grolleanus
Chiloscyphus grolleanus là một loài rêu tản trong họ Lophocoleaceae. Loài này được (Váňa) Hentschel & J. Heinrichs mô tả khoa học lần đầu tiên năm 2007.